# Gàlag del Gabon
El gàlag del Gabon (Sciurocheirus gabonensis) és una espècie de primat de la família dels galàgids.

## Descripció
El seu cap i el seu cos mesuren conjuntament uns 22 centímetres, mentre que la seva cua, lleugerament més llarga, fa uns 25 centímetres. El seu pes és d'uns 280 grams.

## Distribució i hàbitat
Es troba al Camerun, Gabon i la República del Congo, on viu en els boscos humits perennifolis tropicals.

## Dieta
S'alimenta principalment de fruita caiguda, però també d'alguns artròpodes.

## Classificació
Originalment fou inclòs dins del gàlag d'Allen, però actualment l'espècie està restringida a la població de l'illa de Bioko.